# Visionaries (serie animata)
Visionaries (Visionaries: Knights of the Magical Light) è una serie televisiva d'animazione e il nome di una proprietà di giocattoli Hasbro, e prodotta da Sunbow e Tokyo Movie Shinsha, composta da una sola stagione per 13 episodi nel 1987. Star Comics, etichetta della statunitense Marvel, ha pubblicato una serie bimestrale di fumetti composta da sei numeri pubblicati da novembre 1987 a settembre 1988. La serie animata è stata la prima proprietà Hasbro ad essere prodotta da Sunbow senza l'aiuto della Marvel Productions.
IDW Publishing ha inoltre pubblicato una miniserie a fumetti crossover in cinque numeri con i personaggi della serie e i Transformers da gennaio a maggio 2018.

## Trama
La trama è ambientata sul pianeta immaginario di Prysmos, una società futuristica in cui tutte le tecnologie e le complesse macchine cessano improvvisamente di funzionare, e i suoi cittadini sono costretti a fare affidamento sulla magia antica per sopravvivere. I Visionari titolari sono cavalieri che sono divisi in due fazioni: gli eroici Cavalieri Spettrali e i malvagi Lord Scuri. Tutti coloro che desiderano ottenere l'uso della magia sono invitati a una competizione dal mago Merklynn. Dopo essere sopravvissute a trappole, creature pericolose e gli altri partecipanti, i sopravvissuti vengono ricompensati con totem animali unici apposti alle corazze dei loro indumenti; questi talismani si basano sugli attributi individuali dei portatori, consentendo loro di trasformarsi nelle loro specifiche creature.
Alcuni dei cavalieri hanno uno stendardo incantato con vari poteri magici che vengono attivati dal suo detentore recitando un versetto speciale. Potrebbero essere usati una sola volta prima di essere reintegrati nella serie animata, ma hanno avuto un uso illimitato nella serie a fumetti. I personaggi che non potevano usare queste armi avevano invece il potere di infondere veicoli con poteri magici, gli incantesimi per i quali erano stampati su imballaggi giocattolo ufficiali ma mai usati nei fumetti o nelle serie animate. Nella serie di Star Comics della Marvel, i personaggi femminili ricevevano degli scudi che funzionavano allo stesso modo dei membri del potere dei personaggi maschili.

## Personaggi

### Cavalieri Spettrali
Guidati da Leoric, i Cavalieri Spettrali usano la loro magia a scopo di bene; sono i protagonisti della serie.
- Leoric: leader dei Cavalieri Spettrali e principe della città immaginaria di New Valarak. Nel primo numero della serie a fumetti del 1987, è stato nominato sindaco della città durante l'età della scienza. Possiede il totem del Leone e il suo stendardo gli conferisce il potere della saggezza. È l'unico Cavaliere Spettrale ad avere i baffi e il suo principale avversario è Darkstorm. È doppiato da Neil Ross.
- Ectar: luogotenente di Leoric per le questioni relative alla città di New Valarak. Prima del Grande Cataclisma, era un detective della polizia nella città di Valarak, che spesso si confrontava con un maestro ladro di nome Reekon, che in seguito diventa un Lord Scuro e il suo principale avversario. Possiede il totem della Volpe. Non ha uno stendardo ma è uno dei cavalieri in grado di alimentare i veicoli. Il suo veicolo principale preferito è il Lancer Cycle. Nel fumetto, quest'ultimo presenta il potere della protezione. È doppiato da Michael McConnohie.
- Feryl: il più giovane dei Cavalieri Spettrali. Come Ectar e Leoric, vive a New Valarak. Possiede il totem del Lupo. Non ha uno stendardo ma vanta un'abilità aggiuntiva per attivare i veicoli. Il suo veicolo principale è il Capture Chariot, che possiede il potere del fuoco nella serie di fumetti Marvel. Il suo principale avversario è Mortdredd. È doppiato da Beau Weaver.
- Cryotek: il più grande del gruppo. Proviene dal regno ghiacciato settentrionale di Northalia. Possiede il totem dell'Orso e il suo stendardo conferisce il potere della forza. Il suo principale avversario tra i Lord Scuri è Cindarr, con il quale viene accennato ad avere una storia passata nel primo episodio della serie animata. Ha dimostrato di avere una relazione romantica con Galadria. È doppiato da Bernard Erhard.
- Witterquick: principe di una città senza nome del sud, possiede il totem del Ghepardo e il suo stendardo conferisce il potere della velocità della luce. Sebbene Ectar sia il secondo in comando dopo Leoric per le questioni relative alla città di New Valarak, è Witterquick che impartisce gli ordini e tiene in riga gli altri se Leoric è assente. Se necessario, Witterquick è il più pronto a infrangere le regole per il bene altrui. È doppiato da Jim Cummings.
- Arzon: deontologo per natura, Arzon possiede il totem dell'Aquila e il suo stendardo impartisce il potere della conoscenza. È uno dei più giovani Cavalieri Spettrali e può essere piuttosto impetuoso, ottimista e desideroso di aiutare gli altri nonostante il pericolo. È doppiato da Hal Rayle.
- Galadria: l'unica donna tra i Cavalieri Spettrali, originaria di Androsia. Possiede il totem del Delfino. Galadria è l'interesse amoroso di Cryotek. Non possiede uno stendardo ma in compenso è in grado di guidare i veicoli. Nel fumetto, possiede uno scudo che successivamente le concederà il potere della guarigione. La sua principale avversaria è Virulina. È doppiata da Susan Blu.

### Lord Scuri
Guidati da Darkstorm, i Lord Scuri usano i loro poteri per scopi egoistici e sono gli antagonisti della serie.
- Darkstorm: l'antagonista principale della serie nonché capo dei Lord Scuri. Anche prima di ricevere i suoi poteri totem, ha comandato lealmente su Reekon e Mortdredd. Quando i membri del suo gruppo sono finiti in una trappola durante la ricerca al santuario di Merklynn, li libera in cambio della loro fedeltà. Ha il totem del Mollusco e il suo stendardo detiene il potere del decadimento. Vanta inoltre di un potere secondario che gli permette di invertire il proprio incantesimo quando più gli fa comodo. Il suo principale avversario è Leoric. È doppiato da Christopher Collins.
- Reekon: un ladro in carriera durante l'Era della Scienza, Reekon serve Darkstorm come suo mercenario. Per la sua furtività e tradimento, Merklynn gli conferisce il totem della Lucertola. Sia durante l'Era della Scienza che durante l'Era della Magia, Reekon si ritrova impegnato in una battaglia di ingegno contro Ectar. Hanno una rivalità professionale e un rispetto reciproco l'uno per l'altro. Reekon non ha uno stendardo ma ha la capacità di alimentare i veicoli. Il suo veicolo principale è il Dagger Assault, che presenta una cella di contenimento che funge da Estrattore di Magia. È doppiato da Roscoe Lee Browne.
- Mortdredd: il servitore più leale di Darkstorm e un sicofante impenitente che possiede il totem del Coleottero. Non ha uno stendardo, ma è il pilota dello Sky Claw, un mezzo d'assalto aviotrasportato. Il suo principale avversario è Feryl, poiché entrambi sono fedeli ai rispettivi leader. È doppiato da Jonathan Harris.
- Cindarr: il più grande del gruppo; durante l'Era della Scienza era un semplice operaio edile. È considerato il più lento mentalmente dei Lord Scuri, anche se occasionalmente mostra gentilezza verso gli altri (principalmente piccoli animali) il che esaspera i suoi compagni.Ciò dimostra che Cindarr non è una persona malvagia ma nonostante ciò rimane fedele al patto suggellato con Darkstorm. Cindar porta il totem del Gorilla e il suo stendardo invoca il potere della distruzione. Il suo principale avversario è Cryotek. È doppiato da Peter Cullen.
- Cravex: il più irascibile dei Lord Scuri, Cravex porta il totem del Phylot (un essere volante simile a uno pterodattilo) e il suo stendardo invoca il potere della paura. È doppiato da Chris Latta.
- Lexor: possiede il totem dell'Armadillo e il suo stendardo offre il potere dell'invulnerabilità. Lexor è generalmente considerato un bugiardo e un codardo. Il suo stendardo è spesso usato per difendersi da quello della forza di Cryotek. È doppiato da Michael McConnohie.
- Virulina: prima dell'Età della Magia, Virulina era una giornalista e in un flashback viene mostrato che modellava anche degli abiti in una vetrina. È l'unica donna dei Lord Scuri e possiede il totem dello Squalo. La sua principale avversaria è Galadria. Pur non possedendo uno stendardo, è in grado di pilotare i veicoli. Nel fumetto, possiede inoltre uno scudo con il potere del morbo. È doppiata da Jennifer Darling.

### Altri personaggi
- Merklynn: il mago che occupa un santuario all'interno di Iron Mountain. Merklynn invita i cavalieri di tutto il paese a competere in una corsa ad ostacoli al suo santuario, premiando coloro che raggiungono la sua sala con abilità magiche. In cambio della ricarica dei loro stendardi, Merklynn incarica sia i Lord Scuri che i Cavalieri Spettrali di avventurarsi in altre missioni per suo conto. A volte offre anche dispositivi magici in cambio dei loro servizi, ma i doni di Merklynn di solito si rivelano più problematici di quanto valgano. Il personaggio prende il nome da Bill Merklein, scultore di Hasbro, che ha sviluppato l'olografia per la linea di giocattoli[4]. È doppiato da Roscoe Lee Browne.
- Falkhama: un membro della stessa cerchia magica di Merklynn. Viene visto per la prima volta in possesso di un artefatto chiamato Dragon's Eye, di cui Merklynn ha bisogno per ricostituire la sua pozza magica. Successivamente viene utilizzato da Darkstorm nel fallito complotto di quest'ultimo per deporre Merklynn, ed è poi tra un trio di maghi fuggitivi catturati dai Cavalieri Spettrali e imprigionati da Merklynn nella Prigione dei Maghi. Il nome del personaggio è stato dato da Flint Dille il quale ha unito i cognomi degli allora attuali scrittori Marvel, Lee Falk e Larry Hama[5]. È doppiato da Hal Rayle.
- Bogavas: un mago enigmatico che è tra i tre fuggitivi dalla Prigione dei Maghi insieme a Falkhama e Wizasquizar. Quando i Cavalieri Spettrali lo catturano e lo portano a Merklynn, Bogavas nega di conoscere la vera magia. Merklynn lo sottopone a un test per dimostrare la sua onestà, che apparentemente supera e quindi gli è permesso di liberarsi. È doppiato da Jim Cummings.
- Wizasquizar: un mago condannato a non dire mai la verità. È un fuggitivo dalla Prigione dei Maghi insieme a Falkhama e Bogava fino a quando i Cavalieri Spettrali non li catturano per ordine di Merklynn. Tuttavia, i Cavalieri subiscono un'imboscata dai Lord Scuri e sono costretti a rilasciare Wizasquizar come diversivo. Dopo che i Lord Scuri hanno approfittato della sua maledizione per individuare un santuario sotterraneo perduto, Wizasquizar li tradisce e cerca una fonte di potere all'interno del santuario che gli permetterebbe di soppiantare Merklynn, ma viene contrastato da Leoric e restituito da Merklynn alla Prigione dei Maghi. Secondo Dille, il nome di Wizasquizar era un esempio di inserimento del "crudo umorismo adolescenziale" nella serie[5]. È doppiato da Bernard Erhard.
- Fletchen: una giovane donna di un villaggio di contadini fuori New Valarak. Darkstorm usa il suo popolo superstizioso come pedine inconsapevoli nel suo piano per intrappolare permanentemente Leoric nella sua forma di Leone. Sebbene sia in grado di convincere i suoi compagni Cavalieri Spettrali della verità, gli altri cittadini si rifiutano di ascoltarla e smettono di attaccare i Cavalieri Spettrali solo una volta che Leoric è stato liberato dall'incantesimo. Fletchen appare in un altro episodio successivo e ci sono accenni di relazione romantica tra lei e Leoric. È doppiata da Jennifer Darling.
- Heskedor: un'antica megera che vive in una grotta isolata. Quando Darkstorm chiede il suo aiuto per sconfiggere Leoric, gli prepara una pozione che intrappolerebbe permanentemente Leoric nella sua forma di totem di Leone se l'incantesimo non verrà sciolto prima del tramonto dei tre soli di Prysmos. I Cavalieri Spettrali riescono a scoprire il piano di Darkstorm e Witterquick affronta Heskedor nella sua caverna, costringendola a consegnare un antidoto che riporta Leoric alla normalità. È doppiata da Susan Blu.
- Gleering: il padre di Fletchen. Lui e i suoi compagni di villaggio hanno paura di tutta la magia e si affidano alla superstizione per scongiurare il male. Darkstorm sfrutta questa situazione per metterli contro i Cavalieri Spettrali convincendoli che sono "maghi malvagi" a guardia di una bestia magica. In seguito Gleering e la sua gente scoprono che non devono temere la magia, a condizione che questa sia usata a fin di bene. È doppiato da Peter Cullen.
- Orzan: il sovrano di Khemir, una città che aveva prosperato nell'Era della Scienza con la sua gente che si affidava agli schiavi robotici per svolgere il proprio lavoro. Nonostante siano caduti nell'indigenza dopo la morte della tecnologia, i Chemiriti si sono ostinatamente rifiutati di cambiare il loro modo di vivere. Darkstorm sfrutta l'orgoglio di Orzan e la disperazione del suo popolo usandoli per assistere nella conquista di New Valarak da parte dei Lord Scuri. Dopo aver sperimentato una visione spaventosa dei suoi schiavi robot che si ribellano contro di lui, rinuncia alla schiavitù dei robot e si impegna ad adattarsi ai tempi attuali. È doppiato da Peter Cullen.
- Belizar: un giovane khemirita che per primo avverte i Lord Scuri della difficile situazione del suo popolo e li aiuta a conquistare Nuova Valarak e ridurre in schiavitù i Cavalieri Spettrali. Quando gli è stato detto che, poiché non era un Lord Scuro, non era idoneo a competere per il potere dei Cavalieri Spettrali, sfogò la sua frustrazione su Leoric ed Ectar costringendoli a spostare i mobili e cambiando ripetutamente idea su dove voleva un armadietto posizionato. Successivamente, lui e la sua compagna Khemirita, Marna, aiutano i Cavalieri Spettrali a fuggire e riconquistare i loro poteri totem. Belizar giura che un giorno si dimostrerà degno di cavalierato e nel frattempo decide di rimanere a Nuova Valarak per aiutare la gente a ricostruire ciò che è stato distrutto dai vari conflitti. È doppiato da Jim Cummings.
- Marna: una giovane donna khemirita che suggerisce alla sua gente di iniziare a badare a se stessa dopo che la morte della tecnologia ha reso obsoleti i loro schiavi robotici, ma viene rimproverata perché lo considerano umiliante per la loro cultura. Dopo aver preso parte all'invasione di New Valarak da parte di Darkstorm, durante la quale i Cavalieri Spettrali vengono catturati e ridotti in schiavitù, Marna si rende conto che la libertà a spese degli altri è sbagliata. Quindi aiuta a liberare i Cavalieri Spettrali e ad aiutarli a scacciare i Lord Scuri da New Valarak. È doppiata da Jennifer Darling.

### Spiritelli del Sole
Gli Spiritelli del Sole sono creature minuscole e dispettose che sono state descritte nell'episodio finale della serie animata. Furono imprigionata all'interno di una tomba sotterranea dopo aver causato molto scompiglio durante la prima Era della Magia, ma i terremoti hanno esposto la tomba nel tempo, spingendo Merklynn a inviare i Visionari a seppellirla di nuovo. Tuttavia, Cindarr viene indotto con l'inganno dal suo compagno Darkling Lord Lexor a liberare le creature, il che porta a un frenetico tentativo da parte di entrambe le fazioni di riconquistarle.
- Abraxas: lo Spiritello dello Stregone; Merklynn tenta di fermarlo con vari incantesimi ma quest'ultimi vengono rispediti indietro dallo stesso Abraxas. Viene ingannato da Merklynn utilizzando un incantesimo che permette di catturare se stessi e una volta invertito Abraxas viene così preso. È doppiato da Neil Ross.
- Gorge: lo Spiritello del Maiale. Ha la capacità di trasformare il terreno in fango e può anche causare la fuga precipitosa dei maiali. La sua debolezza è la gola, che i Visionari in seguito sfruttano inducendolo a indulgere eccessivamente. È doppiato da Peter Cullen.
- Growl: lo Spiritello del Gatto. Usa le onde sonore per causare frane e rompere le finestre, inoltre può prendere il controllo delle creature feline. Cindarr usa il suo potere di distruzione per acchiapparlo.
- Knightmare: lo Spiritello dei Sogni. Può far addormentare le persone colpendole in testa con un piccolo martello e ha il potere dell'ipnosi. Viene catturato dopo essere stato messo fuori combattimento. È doppiato da Hal Rayle.
- Mysto: lo Spiritello del Pesce. Può trasformare la terra in ghiaccio e prendere il controllo dei pesci. Galadria e Virulina collaborano nelle loro forme animali per intrappolarlo sott'acqua all'interno di uno scrigno del tesoro.
- Shaggy: lo Spiritello dei Capelli. La sua magia preferita è far crescere rapidamente i capelli delle persone e poi legarle con essi, cosa che usa per umiliare Darkstorm. Tuttavia, non può usare i suoi poteri se i suoi stessi capelli sono tagliati, e di conseguenza è stato sconfitto con alcuni strumenti da barba di grandi dimensioni.

## Action figure
Nel 1987 Hasbro ha prodotto una serie di action figure dopo la fine della serie di cartoni animati. Le action figure presentavano adesivi con ologrammi sia sul petto che sullo stendanrdo, il che rendeva la loro produzione costosa. La linea di giocattoli è durata un anno, con le figure dei dodici personaggi maschili prodotti insieme a quattro veicoli confezionati con una figura esclusiva. Una seconda ondata di personaggi era prevista per il 1988, ma non è mai stata distribuita a causa della cancellazione del cartone animato e della linea di giocattoli correlata.
Durante il Comic-Con di San Diego del 2017, una nuova action figure di Leoric è stata distribuita alla convention e successivamente su HasbroToyShop.com in quantità limitate come parte dell'esclusiva IDW Revolution dell'SDCC insieme a Jetfire, Roadblock, Rom e Dire Wraith, personaggi dei Micronauti, Matt Trakker e Action Man.

## Episodi
| nº | Titolo italiano | Titolo originale                | Prima TV USA      | Prima TV Italia |
| --- | --------------- | ------------------------------- | ----------------- | --------------- |
| 1 |                 | The Age of Magic Begins         | 20 settembre 1987 |                 |
| Quando la tecnologia fallisce sul pianeta Prysmos, inizia l'Era della Magia. Mentre il mondo precipita nel caos, i cavalieri di Prysmos intraprendono una missione per conquistare Iron Mountain, attirati dalla promessa di poteri magici del mago Merklynn. Ma solo quattordici riescono nell'impresa e diventa presto chiaro che molti di loro si uniranno alla ricerca per i propri fini. |                 |                                 |                   |                 |
| 2 |                 | The Dark Hand of Treachery      | 27 settembre 1987 |                 |
| Darkstorm e i suoi compagni Lord Scuri, aiutati da veicoli magici, intrappolano Leoric e i suoi seguaci uno per uno. Imprigionati nella prigione del castello di Darkstorm e spogliati delle armi, Leoric e i suoi seguaci sembrano essere in una situazione disperata. Tuttavia Leoric si rende presto conto che devono unire le forze e chiama il suo gruppo Cavalieri Spettrali. |                 |                                 |                   |                 |
| 3 |                 | Quest for the Dragon’s Eye      | 4 ottobre 1987    |                 |
| Dopo essere fuggiti dal castello di Darkstorm e aver acquisito i propri veicoli magici, i Cavalieri Spettrali catturano i Lord Scuri e li mettono a lavorare in una fabbrica. Poco dopo i Lord Scuri scappano e tendono un'imboscata ai Cavalieri Spettrali, che si stanno dirigendo al santuario di Merklynn per ricaricare il loro potere. Tuttavia per avere ulteriore magia devono portare a Merklynn l'Occhio del Drago. |                 |                                 |                   |                 |
| 4 |                 | Feryl Steps Out                 | 8 novembre 1987   |                 |
| I Lord Scuri incontrano una città i cui abitanti sono riluttanti a rinunciare al loro stile di vita tecnologico. Attirati dalla promessa di Darkstorm di dare loro schiavi umani per sostituire i robot che erano soliti fare tutto il lavoro in città, gli abitanti si infiltrano a New Valarak e schiavizzano i Cavalieri Spettrali. Ma i Cavalieri Spettrali trovano come alleata Marna, una donna che crede che la libertà a spese degli altri sia sbagliata.                                                                   |                 |                                 |                   |                 |
| 5 |                 | Lion Hunt                       | 11 ottobre 1987   |                 |
| Sconsolato dopo aver riscontrato delle difficoltà durante una battaglia con i pirati, Feryl lascia i Cavalieri Spettrali. Darkstorm cerca di volgere la situazione a suo vantaggio e, dopo che un tentativo iniziale di arruolare Feryl nei Lord Scuri fallisce, attira Leoric in una trappola facendogli pensare che la vita di Feryl sia in pericolo. Ma Feryl scopre presto la verità e segue i Lord Scuri al castello di Darkstorm per liberare il suo amico.                                                                   |                 |                                 |                   |                 |
| 6 |                 | The Overthrow of Merklyn        | 18 ottobre 1987   |                 |
| I Lord Scuri cercano l'aiuto di una vecchia strega, che dà loro una pozione che intrappolerà Leoric nella sua forma animale. Incapace di tornare alla forma umana, Leoric si ritrova presto attaccato dai Lord Scuri, un gruppo di paesani superstiziosi e persino dai suoi compagni Cavalieri Spettrali, che credono che sia stato ucciso. Quando i Cavalieri Spettrali scoprono la verità, affrontano una corsa contro il tempo per riportare il loro capo alla normalità.                                                        |                 |                                 |                   |                 |
| 7 |                 | The Power of the Wise           | 25 ottobre 1987   |                 |
| Stanco di dover continuamente rispondere alle richieste di Merklynn, Darkstorm depone il mago e prende il controllo di Iron Mountain. Ma diventa rapidamente troppo sicuro di sé e scatena un incantesimo che innesca una serie di violenti cataclismi. Credendo che il pianeta Prysmos sarà distrutto a meno che l'incantesimo non possa essere spezzato, i Lord Scuri sono costretti a cercare Merklynn e liberarlo dalla prigione dei maghi in cui Darkstorm lo ha bandito.                                                      |                 |                                 |                   |                 |
| 8 |                 | The Price of Freedom            | 1º novembre 1987  |                 |
| I Cavalieri Spettrali hanno paura di venire rapidamente invecchiati dal potere dello stendardo di Darkstorm e, quando Merklynn si rifiuta di aiutarli, partono alla ricerca di una sorgente magica le cui acque hanno proprietà rigeneranti. Durante la loro ricerca, Leoric cade vittima dello stendardo di Darkstorm e, per assicurarsi che non possa essere riportato alla sua vera età, i Lord Scuri distruggono la sorgente. Ma l'esperienza insegna a Leoric che c'è di più nella vecchiaia che nell'essere deboli e flebili. |                 |                                 |                   |                 |
| 9 |                 | Horn of Unicorn, Claw of Dragon | 15 novembre 1987  |                 |
| Una piaga magica colpisce Prysmos, lasciando i Visionari di entrambe le fazioni prossimi alla morte. La loro unica speranza di sopravvivenza è un incantesimo, i cui ingredienti chiave sono un corno di unicorno e un artiglio di drago. Witterquick e Arzon devono allearsi con Lexor e Cindarr e partire alla ricerca di questi ingredienti, ma devono portare a termine la loro missione senza togliersi la vita a vicenda. |                 |                                 |                   |                 |
| 10 |                 | The Trail of the Three Wizards  | 22 novembre 1987  |                 |
| Merklynn invia i Cavalieri Spettrali nella Anarchy Zone per radunare tre maghi furfanti, ma, appena hanno completato la loro missione, i Lord Scuri tendono loro un'imboscata. Rilasciando uno dei maghi come diversivo, i Cavalieri Spettrali tornano a Iron Mountain, dove Merklynn manda uno dei maghi alla Prigione dei Maghi e dimostra che il secondo mago è innocente. I Cavalieri Spettrali tornano quindi nella Anarchy Zone per trovare il mago rimasto, che si sta dirigendo al Santuario Perduto con i Lord Scuri.      |                 |                                 |                   |                 |
| 11 |                 | Honor Among Thieves             | 29 novembre 1987  |                 |
| Merklynn dà ai Cavalieri Spettrali un cristallo magico che li avverte di un pericolo imminente. Ma Darkstorm scopre presto che il cristallo può essere neutralizzato da un nemico che indossa un "Mantello dell'Occultamento". Dopo che Reekon si è infiltrato a New Valarak e ha rubato il cristallo, Ectar e Arzon sono costretti a un pericoloso gioco di sotterfugi per riaverlo. |                 |                                 |                   |                 |
| 12 |                 | Sorcery Squared                 | 6 dicembre 1987   |                 |
| Cryotek viene catturato dai Lord Scuri, che cercano di rimuovere il suo potere totem. Tuttavia finisce per acquisire anche il totem di Cravex e inizia a comportarsi in modo strano mentre i due totem combattono fra di loro per il controllo. Dopo aver scoperto ciò che è successo, i Cavalieri Spettrali e i Lord Scuri mettono da parte con riluttanza le loro divergenze finché non viene trovato un modo per rimuovere il totem di Cravex da Cryotek.                                                                        |                 |                                 |                   |                 |
| 13 |                 | Dawn of the Sun Imps            | 13 dicembre 1987  |                 |
| Dopo aver scoperto che una tomba che imprigiona gli Spiritelli del Sole è stata rinvenuta, Merklynn manda i Visionari a seppellirla di nuovo. Ma Lexor inganna Cindarr facendogli liberare le creature, che continuano a devastare entrambe le fazioni. I Cavalieri Spettrali e i Lord Scuri sono costretti a collaborare per catturare gli spiriti e riportarli alla loro tomba. |                 |                                 |                   |                 |

### Home video
La serie completa di tredici episodi è stata pubblicata su DVD nel Regno Unito nel 2004 da Metrodome Distribution e include come caratteristica speciale una serie di file PDF contenenti i copioni completi di ogni episodio.

## Adattamenti

### Fumetti

#### Marvel Comics
L'etichetta Star Comics della Marvel ha pubblicato una miniserie bimestrale di fumetti a partire dal novembre 1987 che è stata cancellata a metà di un'avventura in quattro parti nel settembre 1988 dopo soli sei numeri. Il primo numero era un adattamento del primo episodio, The Age of Magic Begins, ma i numeri successivi hanno portato la trama in una direzione differente con diversi cambiamenti rispetto alla serie animata come personaggi che hanno un uso illimitato dei loro stendardi oppure Witterquick e Cindar che combinano i poteri delle loro armi per sconfiggere un nemico in un unico numero. I totem degli animali erano raffigurati nelle loro forme naturali invece del blu o verde rappresentativo delle due fazioni.
| nº | Titolo                      | Data di pubblicazione |
| --- | --------------------------- | --------------------- |
| 1 | The End...                  | novembre 1987         |
| Il mondo tecnologicamente avanzato di Prysmos viene improvvisamente catapultato in un'era oscura. Il mago Merklynn offre poteri magici ai cavalieri di tutto il pianeta che possono giungere fino ad Iron Mountain. Quattordici cavalieri completano la missione e vengono ricompensati con dei totem animali e potenti stendardi. Questo numero adatta la trama del primo episodio della serie animata. |                             |                       |
| 2 | The Balance of Power        | gennaio 1988          |
| I Visionari iniziano a combattersi tra loro con i loro nuovi poteri prima di dividersi in due fazioni. Mentre i Lord Scuri cercano un'arma segreta, Reekon e Mortdredd scoprono di poter alimentare magicamente i veicoli. Di sua iniziativa, Mortdredd attacca i Cavalieri Spettrali nello Sky Claw, e ciò crea un disastro. |                             |                       |
| 3 | The Star Stone              | marzo 1988            |
| I Cavalieri Spettrali vengono a conoscenza di un'arma del giorno del giudizio sepolta da tempo che invertirà i principi scientifici del pianeta. Rendendosi conto che ciò potrebbe riportare Prysmos all'Era della Scienza, entrambe le parti si contendono il suo controllo, con la conseguente battaglia che seppellisce l'arma per sempre. |                             |                       |
| 4 | Dream Maker                 | maggio 1988           |
| I sogni di Witterquick e Cindarr mostrano una donna imprigionata, Sirena, che chiede il loro aiuto. Entrambi cercano di salvarla, combattendosi a vicenda, trovando la chiave e sconfiggendo il guardiano. Apprendendo che Sirena è una strega malvagia, i due cavalieri uniscono i loro poteri per sconfiggerla. |                             |                       |
| 5 | Quest of the Four Talismans | luglio 1988           |
| Il primo numero di una miniserie in quattro parti. Merklynn divide i Visionari in squadre alla ricerca di quattro talismani magici: Terra, Aria, Fuoco e Acqua. Galadria e Cryotek trovano il Talismano della Terra, ma questo è gelosamente custodito da una tribù che lo adora come un dio. Cravex e Reekon spingono le persone ad attaccare i Cavalieri Spettrali, scappando con il talismano nel bel mezzo della confusione. In seguito, Galadria usa i suoi nuovi poteri curativi per curare le ferite della tribù ora penitente. |                             |                       |
| 6 | Wings                       | settembre 1988        |
| Seconda parte della miniserie. Arzon e Feryl scoprono che il Talismano dell'Aria è posseduto dagli High Flyers di Avitrix, persone in grado di volare con ali artificiali. Virulina e Cindarr attaccano la zona, usando il nuovo potere del morbo di Virulina per far ammalare l'intera tribù. Il potere della saggezza di Arzon è in grado di curare gli High Flyers, che scacciano i Lord Scuri e consegnano il Talismano dell'Aria ai Cavalieri Spettrali. Alla fine Arzon specula sul vero potere che si cela dietro ai talismani. Siccome la serie è stata cancellata e le due parti restanti non sono mai state pubblicate, la trama è rimasta irrisolta. |                             |                       |

#### IDW Publishing
IDW Publishing ha pubblicato una miniserie in cinque numeri intitolata Transformers vs. Visionaries da gennaio a maggio 2018, scritta da Magdalene Visaggio e illustrata da Fico Ossio.

### Film
Nel dicembre 2015, è stato annunciato che Hasbro e Paramount Pictures stavano pianificando di creare un universo cinematografico che combinasse Visionaries con il G.I. Joe, Micronauti, M.A.S.K. e Rom. The Hollywood Reporter ha riferito nell'aprile 2016 che un gruppo di sceneggiatori, tra cui Michael Chabon, Brian K. Vaughan, Nicole Perlman e Cheo Hodari Coker, sono stati assunti per sviluppare le trame. Tuttavia, la sala degli sceneggiatori si è sciolta nel luglio 2017 e da allora la serie è rimasta in fase di sviluppo.